# Shadow of Rome
Shadow of Rome é um jogo eletrônico para PlayStation 2 (PS2), lançado pela Capcom em 2005. É um jogo baseado na Roma Antiga e vagamente baseado no assassinato de Júlio César.
O produtor da série "Onimusha", Keiji Inafune, trocou o Japão clássico pela Roma clássica em "Shadow of Rome", um jogo que traz vários estilos diferentes. E aproveita para educar um pouco o jogador sobre vários aspectos da sociedade romana, misturando suas diferentes facetas em pequenos episódios de uma saga de traição e corrupção.

## Sobre o jogo
Tendo como pano fundo os acontecimentos históricos, "Shadow of Rome" mistura personagens reais e fictícios. A trama conta os dias que se sucedem à morte de Júlio César, líder do Império Romano. Um de seus fiéis escudeiros, Vipsanius, é o principal suspeito pela morte de César. O fato causa estranheza a Octavianus, confiante da lealdade de Vipsanius. Octavianus é amigo de Agrippa, filho do suspeito. Decididos a provar sua inocência, a dupla de amigos mergulha numa trama de intrigas pelo poder.

Mas o que torna "Shadow of Rome" realmente interessante são as cenas de luta protagonizadas pelo personagem Agrippa, que lembram jogos como "Dynasty Warriors" ou o próprio "Onimusha". No começo do game, quando o poderoso lutador exerce a função de centurião, o jogador presencia batalhas entro exército Romano contra Bárbaros. A trama eventualmente o transforma em gladiador, já que o vencedor será o executor do assassino de César, levando os conspiradores a traçar um plano de resgate.

## Personagens Principais
- Centurião Agripa :  É o personagem central de Shadow of Rome. Devido a sua proeza militar excepcional, Agripa estava em uma idade jovem foi nomeado general pelo próprio César. Seu melhor amigo é Octavianus. Após o assassinato de César, descobriu que era seu pai foi aprisionado e acusado pela morte do imperador e viu sua mãe ser morta em praça publica por Decius. Agripa então começa nesta parte do jogo uma missão, que é salvar seu pai, aceitando ser preso e competir como Gladiador, já que sei pai Vipsanius, como condenação seria morto pelo vencedor do torneio Gladiador.

- Octavianus : É um garoto da aldeia, sobrinho do imperador Julio César. Ele é aventureiro, inteligente e furtivo, porém é muito fraco. Realiza as missões do tipo stealth para resolver o mistério do assassinato de seu tio e para ajudar seu amigo Agrippa e futuramente se tornaria o Imperador Romano.

- Claudia : Uma exímia gladiadora livre do estábulo de seu irmão, Sextus, muito ágil com armas pequenas e também em artes marciais. Ela salva Agrippa e Octavianus e se transforma em amiga dos dois. No final do jogo descobre-se que ela foi adotada por Sextus e que eles não são irmãos de verdade.

- Sextus : Mostrou-se no começo do jogo como um simples líder de um estábulo de gladiadores, responsável pelo treinamento de Agrippa e irmão de Claúdia. Mas para o final do jogo é revelado que ele é um pirata poderoso e que quer destruir Roma.

- Julio César : Uma das maiores figuras de Roma, foi cônsul e posteriormente ditador de Roma. No prólogo do jogo é assassinado e a trama do jogo se desenrola em descobrir quem foram os assassinos e livrar o pai de seu personagem que foi acusado injustamente.

- Antonius César : Tornou-se o novo imperador, mas através de um golpe de estado. Ele liderou toda a conspiração para matar Julio César e foi quem incentivou Decius a criar a legião Valcross. No final do jogo ele luta contra você usando uma espada Magnus imensa.

- Vipsanius : Pai de Agrippa e ex-conselheiro de Julio César. Foi acusado de matar o imperador e por isto foi preso, tendo como sentença ser morto pelo gladiador que vencesse um torneio de lutas.

## Armas Primárias
Estas são as principais armas que são usadas com uma mão, alguns são poderosos e alguns são muito afiadas . As armas primárias utilizáveis no jogo são:
- A Gladio : A arma clássica do exército romano , fácil de manusear e rápido, eficaz contra os inimigos , se usado perfeitamente , não é capaz de cortar os membros de pessoas , mas causa sérios danos. Equipar esta arma com um escudo torna-se mais eficaz. Além dos gladiômetros normais há também uma outra Gladio poderosa , que tem as mesmas funções que o normal, mas Gladio causa mais danos .
- A Scimitar : uma arma semelhante a Gladio , mas apenas um pouco maior , especialmente com a ponta curvada e mais devastador. Como a Gladio é rápida e fácil de manusear, mas com a diferença de que , se um ataque é totalmente carregado , pode amputar membros de inimigos , mas se usado de escudo contra os adversários pode ser frágil e debilitado. Embora esta arma é muito eficaz quando equipado com um escudo. Além do normal, Scimitar também é poderosa, com as mesmas características que antes, mas muito mais nítido e potente .
- O Mace : Uma arma lenta, mas eficaz se totalmente carregada, você bater seus adversários. É uma arma sem corte com a ponta grande e pesado , mas pode ser equipado com um escudo para torná-lo mais eficaz quando usado contra inimigos fracos ou tonturas e pode cabeça literalmente ser esmagada. A versão mais potente desta arma é o Mace Grande , com mais poder, mas mais lento.
- Morning Star : Consiste em uma bola presa em um bastão longo e é ótima para lugares pequenos, pois tem um ataque circular muito bom. Pode ser usada para defesa, porém, você vai sentir um pouco do ataque inimigo.

## Armas Secundárias
São armas de uma mão para ser usado como equipamento para armas primárias , tornando-os mais eficazes. Eles são:
- Escudos : definitivamente perfeito para equipar armas primárias, tornando-o mais forte ataque e defesa. Além de se proteger com escudos também pode atacar em combinação com as armas primárias para executar combos devastadores. Existem muitos tipos de escudos: as batalhas entre gladiadores usando apenas o escudo e o escudo farpado Parma, o mais poderoso.
- A Adaga : É uma arma muito pequena e , embora não seja potente , é muito rápido e , se for utilizado em combinação com as armas primárias , pode ser muito eficaz . Quando os inimigos estão atordoados quando se vai depois de um com uma adaga você pode matá-los .
- A Tocha : Como equipamento não é muito eficaz , mas pode atordoar os inimigos, se usado contra eles. Em vez disso, se os inimigos são polvilhadas com óleo esta arma é muito eficaz para inflamar-los.
- O Estilingue : É uma arma de médio alcance , você pode atirar pedras para atordoar os adversários ou o óleo são as catapultas , onde você pode lançar novo inimigo para uma pitada de azeite. É muito lento para iniciar, mas muito eficaz se você acertar o oponente com ele.
- O Arco : Como usar o estilingue é uma arma à distância, com a diferença que você pode usar a longa distância e acertar o inimigo em cheio. Além de arco normal também tem o Arco de Fogo, onde ele pode lançar flechas que, além de ser mais potente, se acertar um inimigo banhado no oleo, você pode deixa-lo em chamas.
- Barris : Não são armas, mas são os uteis para lançá-los contra os oponentes. Há também barris cheio de óleo que dispararam contra o inimigo, eles podem polvilhar com azeite e, em seguida, você pode atea-los no fogo. Eles levam duas mãos e você não pode correr quando você tem na mão.
- Pedras : Como os barris não são equipamentos de armas, mas você pode levá-los com ambas as mãos e jogá-los contra os inimigos que, se acertar, vai derrubar a arma do inimigo. Pedras, também pode ser usado como munição para catapultas .

## Armas de Duas Mãos
As armas de duas mãos são as armas mais poderosas do jogo, com uma força devastadora. As armas secundárias são:
- O Halberd : Uma das armas mais poderosas no jogo. Este é um enorme machado com um cabo mais longo. É muito pesado para manobrar e, em seguida, as defesas não são muito elevados, mas se você acertar um inimigo com esta arma não é apenas capaz de empurra-lo de lado e amputar os braços , mas também é capaz de cortá-la pela metade, se no final do vida ou com tonturas. Com ele você pode executar combos devastadores e tem uma gama muito ampla. Há também uma versão potente A Grande alabarda , muito mais potente , maior e mais nítida.
- Maul : Outra arma em apenas devastador. É uma longa vara com uma enorme bola espetado na ponta , é muito pesado, então os ataques são lentos, mas se você acertar um inimigo com ele , pode causar-lhe sérios danos e, se usado contra um inimigo atordoado ou no ponto de vida, é capaz de esmagar sua cabeça. Seus ataques secundário podem ser utilizados em vez disso, quebrar braços ou pescoço do inimigo. Embora esta arma tenha uma gama muito ampla . A versão mais forte e Maul Grande, com a bola espetado muito maior e com mais potência.
- O Spear : Este é uma lança enorme, com a ponta afiada . Muito eficaz para ataques tanto perto e de longe, é a arma de duas mãos mais leve e rápido de usar, se empalado um inimigo , você pode levantá-lo e jogá-lo de volta. A versão mais poderosa da lança é a Spear of Apollo com três lâminas na ponta e com um comprimento e um poder superior.
- A Magnus : A arma mais poderosa e devastadora no jogo. É um enorme e temível espada alto e pesado como um homem com um poder nada menos do inimaginável. Se usado contra um inimigo para ele não há como escapar . É de fato possível que amputar seus braços, cabeça e também cortado em dois inimigos com um golpe certeiro, forma eficaz de quebrar capacetes e armadura do inimigo e você pode executar várias combos, literalmente, devastador.

## Ligações Históricas do Jogo
Mesmo sendo um jogo com uma história fictícia, alguns personagens foram baseados em pessoas que realmente existiram como o imperador Júlio César da famosa frase "até tu Brutus?", e Agrippa, baseado em Marco Vipsânio Agripa que se você reparar tem o nome do meio igual ao de seu pai no game. O Agrippa real estudou na Grécia com o futuro Imperador Augusto que antes de se tornar imperador se chamava Caio Júlio César Otaviano (Gaius Octavianus Iulius Thurinu)'.